# Thomas Richter (Kunsthistoriker)
Thomas Richter (* 1967 in Stuttgart) ist ein deutscher Kunsthistoriker und Museumsleiter.

## Leben
Er studierte Kunstgeschichte, Bauforschung, Denkmalpflege sowie Deutsche Literatur des Mittelalters und der frühen Neuzeit an der Universität Bamberg, an der Université de Haute Bretagne in Rennes sowie an der Universität Würzburg, an der er 1999 promoviert wurde. Es folgten verschiedene Tätigkeiten an den Staatlichen Museen Kassel, bei den Franckeschen Stiftungen zu Halle und am Historischen Museum Bern. Von 2006 bis 2019 leitete er die Museen der Stadt Aschaffenburg. Dort erarbeitete er das Ausstellungskonzept des Christian Schad Museums. Als Begleitbuch zum Museum entstand sein zweibändiges Werk Christian Schad. Künstler im 20. Jahrhundert.
Seit 2019 ist Richter Direktor des Herzog Anton Ulrich-Museums in Braunschweig.

## Schriften (Auswahl)
- Paxtafeln und Pacificalia. Studien zu Form, Ikonographie und liturgischem Gebrauch. Weimar 2003, ISBN 3-89739-322-0. (Dissertation)
- Der Berner Silberschatz. Trinkgeschirre und Ehrengaben aus Renaissance und Barock (Bildband), mit Fotografien von Yvonne Hurni, Chronos Verlag, Zürich 2006, ISBN 978-3-03-400656-9.
- Christian Schad. Künstler im 20. Jahrhundert (zwei Bände),  Michael Imhof Verlag, Petersberg 2020, ISBN 978-3-7319-0790-9
  - Bausteine zur Biographie (Band 1)
  - Bildlegenden und Texte (Band 2)

## Belege
1. ↑  Zentralinstitut für Kunstgeschichte: Dr. Thomas Richter, abgerufen am 19. Juli 2023
2. ↑  Sabine Reithmaier: Neues Museum. Kühl bleiben, Süddeutsche Zeitung, 3. Juni 2022
3. ↑  Bernhard Rusch: Rezension von Thomas Richter: Christian Schad. Künstler im 20. Jahrhundert, in: Eckhard Faul (Hrsg.): Hugo Ball Almanach. Neue Folge 12, edition text + kritik, München 2021, ISBN 978-3-96707-498-7, S. 207.
4. ↑  Wechsel der Museumsleitung. Prof. Dr. Jochen Luckhardt geht, Dr. Thomas Richter kommt. Meldung auf 3landesmuseen-braunschweig.de vom 28. Februar 2019, abgerufen am 17. Juli 2023.

| Personendaten    | Personendaten                                 |
| ---------------- | --------------------------------------------- |
| NAME             | Richter, Thomas                               |
| KURZBESCHREIBUNG | deutscher Kunsthistoriker und Museumsdirektor |
| GEBURTSDATUM     | 1967                                          |
| GEBURTSORT       | Stuttgart                                     |